# Uetendorf
Uetendorf é uma comuna da Suíça, no Cantão Berna, com cerca de 5.916 habitantes. Estende-se por uma área de 10,16 km², de densidade populacional de 582 hab/km². Confina com as seguintes comunas: Gurzelen, Heimberg, Kienersrüti, Längenbühl, Noflen, Seftigen, Thierachern, Tune, Uttigen.
A língua oficial nesta comuna é o Alemão.